# Сукумо
Сукумо́ (яп. 宿毛市, すくもし, МФА: [su̥kumo ɕi̥]?) — місто в Японії, в префектурі Коті. Розташоване в західній частині префектури.    Отримало статус міста 1954 року. Площа становить 286,15 км². Станом на 1 липня 2012 року населення складало 22 191  осіб, густота населення — 77,6 осіб/км².     

## Демографія
Згідно з даними перепису населення Японії, населення Сукумо зменшується з 2005 року. Станом на 1 жовтня 2020 року населення складало 19 033 особи, з яких чоловіків — 8914 осіб, жінок — 10 119 осіб. Густота населення — 66,5 осіб/км².

## Клімат
Місто знаходиться у зоні, котра характеризується вологим субтропічним кліматом. Найтепліший місяць — липень із середньою температурою 25.6 °C (78 °F). Найхолодніший місяць — січень, із середньою температурою 5.6 °С (42 °F).
| Клімат Сукумо           | Клімат Сукумо | Клімат Сукумо | Клімат Сукумо | Клімат Сукумо | Клімат Сукумо | Клімат Сукумо | Клімат Сукумо | Клімат Сукумо | Клімат Сукумо | Клімат Сукумо | Клімат Сукумо | Клімат Сукумо | Клімат Сукумо |
| Показник                | Січ.          | Лют.          | Бер.          | Квіт.         | Трав.         | Черв.         | Лип.          | Серп.         | Вер.          | Жовт.         | Лист.         | Груд.         | Рік           |
| Середній максимум, °C   | 10            | 11            | 15            | 19            | 23            | 25            | 29            | 30            | 28            | 23            | 18            | 13            | 20            |
| Середня температура, °C | 6             | 7             | 10            | 15            | 18            | 22            | 26            | 26            | 24            | 18            | 14            | 9             | 16            |
| Середній мінімум, °C    | 2             | 3             | 5             | 10            | 14            | 18            | 22            | 23            | 20            | 14            | 9             | 4             | 12            |
| Норма опадів, мм        | 81            | 128           | 171           | 224           | 251           | 335           | 229           | 225           | 317           | 250           | 142           | 85            | 2437          |
| ----------------------- | ------------- | ------------- | ------------- | ------------- | ------------- | ------------- | ------------- | ------------- | ------------- | ------------- | ------------- | ------------- | ------------- |
| Джерело: Weatherbase    |               |               |               |               |               |               |               |               |               |               |               |               |               |